# テルイ
テルイは、イラストレーター。女性。角川「ザ・スニーカー」のイラストコンテスト出身。宮城と照井葉月名義で小説の表紙・挿絵などの仕事をしている。
ハイスイノナサのメンバー・照井順政および照井淳政とは姉弟。

## 関連作品

### 小説の表紙・挿絵
- されど罪人は竜と踊る （浅井ラボ著/角川スニーカー文庫）（宮城名義）
  - されど罪人は竜と踊る Dances with the Dragons （浅井ラボ著/ガガガ文庫）（宮城名義）
- トワ・ミカミ・テイルズ（日下弘文著/富士見ファンタジア文庫）（宮城名義）
- ゼロ・イクステンド（赤井紅介著/スーパーダッシュ文庫）（宮城名義）
- シャギードッグ（七尾あきら/GA文庫）（宮城名義）
- 骨牌使い(フォーチュン・テラー)”の鏡（五代ゆう著/富士見ファンタジア文庫）（宮城名義）
- ABC殺人事件（アガサ・クリスティ著/百々佑利子文/ポプラ社刊ミステリーボックス）（照井葉月名義）
- オリエント急行殺人事件（アガサ・クリスティ著/百々佑利子文/ポプラ社刊ミステリーボックス）（照井葉月名義）
- SFセレクション6変身願望 （赤木かん子編/ポプラ社刊SFセレクション）（照井葉月名義）
- ホーンテッド・ホテル―Replace (柏枝真郷著/幻狼ファンタジアノベルス)（宮城名義）
- イミテーション スカイ(本田仁美著/幻冬舎ルネッサンス)（宮城名義）
- 六花の勇者 (山形石雄著/スーパーダッシュ文庫→ダッシュエックス文庫)（宮城名義）
- 吉祥寺よろず怪事請負処 (結城光流著/KADOKAWA(単行本)→角川文庫）（宮城名義）

## その他
- Sneaker CD Collection されど罪人は竜と踊る（浅井ラボ原作／株式会社ムービック）（宮城名義で装画）
- アンチェインブレイズ レクス（キャラ:エキドゥナ／フリュー株式会社）（宮城名義でデザイン）